# Harefield United F.C.
Harefield United F.C. là một câu lạc bộ bóng đá Anh tọa lạc ở Harefield nằm trong London Borough of Hillingdon. Đây là CLB lâu đời nhất vùng Middlesex. CLB đang là hội viên của Middlesex County Football Association. Hiện tại họ là thành viên của Spartan South Midlands League Premier Division.

## Lịch sử
CLB được thành lập năm 1868 và trong những năm đầu tiên họ thi đấu dưới tên Harefield Victoria (khoảng năm 1891) và Breakspear Institute (khoảng năm 1903–1922), và chơi ở giải địa phương Uxbridge Leagues. Năm 1934, CLB hợp nhất với Harefield FC để thành lập Harefield United, thi đấu ở Uxbridge & District League.
Sau chiến tranh, năm 1947 CLB chuyển sang Great Western Combination, vô địch 1 lần ở mùa giải 1950–51. Sau Great Western Combination League, CLB chuyển sang Parthenon League năm 1964, và vô địch ngay trong mùa giải ra mắt. Two seasons later they joinined the Middlesex league in 1966. Trong suốt 5 mùa giải ở Middlesex League, CLB giành chức vô địch 4 lần và cúp liên đoàn 2 lần.
Sau đó, mùa giải 1971–72, họ gia nhập Spartan League – Senior Section, thi đấu trong 4 mùa giải, ra mắt tại FA Vase ở mùa giải 1974–75, trước khi tham gia Division Two của Athenian league cho mùa giải 1975–76. CLB lần đầu tiên tham dự FA Cup ở mùa giải 1979–80. Sau 9 mùa giải chơi ở Athenian League, CLB chuyển sang Isthmian League Division Two North trong 2 mùa giải trước khi sang Division Two South. Sau đó CLB có 7 mùa giải ở Division Two South, sau này năm 1991, đổi tên thành Division Two, và phải xuống hạng ở cuối giai đoạn này cùng với việc chơi ở Division Three. Tiếp đó CLB ở lại Division Three cho đến mùa giải 1996–97, họ rút khỏi Isthmian League để gia nhập Spartan League, bởi lý do thiếu ngân quỹ để đáp ứng điều kiện sân bãi của Isthmian league.
Một mùa giải sau khi gia nhập Spartan League, họ trở thành đội bóng sáng lập của Spartan South Midlands League Premier Division South, khi có sự hợp nhất của London Spartan League và South Midlands League. Một mùa giải sau cuộc tái cơ cấu giải đấu, đội bóng được xếp vào Senior Division, mà sau 3 mùa giải được đổi tên thành Division One. Năm đó họ kết thúc ở vị trí thứ 2 và vô địch League Cup. Ở mùa giải 2002–03 tại Premier Division, họ tham dự Premier League Cup, và đạt vị trí á quân. Năm đó CLB cũng gặt hái thêm thành công khi vô địch Challenge trophy, đánh bại Dunstable Town 4–1 sau 2 lượt đi và về. Chuỗi vô địch Cup tiếp diễn khi CLB vô địch Premier League Cup, đánh bại Brook House trong trận chung kết và đánh bại Wealdstone 2-1 (sau hai hiệp phụ) ở Middlesex Senior Charity Cup.
CLB vẫn đang thi đấu ở Spartan South Midlands League Premier Division, 2 lần á quân, ở các mùa giải 2006–07 và 2008–09, mùa giải mà họ thua hiệu số bàn thắng bại với Biggleswade Town.

## Sân vận động
Harefield United chơi trên sân nhà Preston Park, Breakspear Road North, Harefield UB9 6NE.
Năm 2010, sân vận động đã giành danh hiệu Người chăm sóc sân của Năm ở Bậc 5 và 6 của NLS.

## Các danh hiệu

### Danh hiệu Giải đấu
- Spartan South Midlands Football League Premier Division :[5]
  - Á quân: 2006–07, 2008–09
- Spartan South Midlands Football League Division One:[5]
  - Á quân: 2001–02
- Great Western Combination league Division One:[4]
  - Vô địch: 1950–51
- Great Western Combination league Division Two:[3]
  - Vô địch: 1947–48
- Parthenon league :[3]
  - Vô địch: 1964–65

### Cup honours
- Middlesex Senior Charity Cup:[10]
  - Á quân: 2003–04
- Chesham Cup:[3]
  - Vô địch: 1947–48
- Spartan South Midlands Football League Cup:[3]
  - Vô địch: 2001–02
- Spartan South Midlands Football League Challenge Trophy:[3]
  - Vô địch: 2002–03
- Spartan South Midlands Football League Premier League Cup:[3]
  - Á quân: 2002–03

## Các kỉ lục
- Vị trí cao nhất cấp độ giải đấu:[5] thứ 5 ở Isthmian league Division Two South 1988–89
- Thành tích tốt nhất ở FA Cup:[5] Vòng loại thứ 2 1980–81, 1986–87, 1987–88, 2002–03, 2009–10
- Thành tích tốt nhất ở FA Vase:[5] Tứ kết 1989–90
- Số khán giả đến xem đông nhất:[1] 430 gặp Bashley 1989–90